# Francesco Buzomi
Francesco Buzomi (1576–1639) là một nhà truyền giáo, linh mục người Ý. Ông là một trong những nhà truyền giáo chính thức đầu tiên tại Đàng Trong và thuộc thế hệ các thừa sai Dòng Tên tại Việt Nam nửa đầu thế kỷ 17 có vai trò trong quá trình hình thành chữ Quốc ngữ như Francisco de Pina, Gaspar do Amaral, Antonio Barbosa, và Alexandre de Rhodes.

## Thân thế
Francesco Buzomi sinh năm 1576 tại Napoli, miền nam nước Ý. Ông được phái đến Ma Cao (Áo Môn) năm 1608 và theo học thần học tại đây một năm. Thuyền trưởng Ferdinand de Costa sau khi đậu bến Hội An đã cho bề trên Dòng Tên tại Ma Cao biết rằng tại đó đang thiếu linh mục coi sóc cộng đoàn Công giáo Nhật Bản và cũng chưa có giáo sĩ truyền đạo cho người Việt. Buzomi liền xin phép được đi truyền giáo tại Đàng Trong và được chấp thuận.

## Tại Việt Nam
Ngày 6 tháng 1 năm 1615, Buzomi cùng với hai tu sĩ Dòng Tên khác là linh mục Diego Carvalho và tu huynh Antonio Dias (cả hai là người Bồ Đào Nha) đáp tàu buôn từ Áo Môn đi Đàng Trong. Họ đến Cửa Hàn (Đà Nẵng) ngày 18 tháng 1 rồi sau đó xuống Hội An. Tại đây, hai linh mục chăm lo mục vụ cho các thương gia Nhật.
Việc truyền đạo cho người Việt ban đầu còn thưa thớt; dịp lễ Phục Sinh năm ấy linh mục Buzomi mới làm phép rửa tội cho mười người đầu tiên, trong đó có Augustinô, sau làm thầy giảng phụ tá ông. Ông chuyển đến Thanh Chiêm (Dinh trấn Quảng Nam, còn gọi là Dinh Chiêm hoặc Kẻ Chàm), cách Hội An khoảng 10 km, vừa học tiếng Việt vừa truyền đạo, số người được rửa tội năm đó lên tới 300 người. Năm 1616, Carvalho sang Nhật Bản truyền giáo nhưng có tu huynh người Nhật Paulus Saito (1577–1633) đến trợ giúp Buzomi. Năm 1617 có thêm linh mục Francisco de Pina và tu huynh người Nhật Joseph (1568–?) tới tăng cường.
Năm 1639, chúa Thượng Nguyễn Phúc Lan trục xuất hết các nhà thừa sai, Buzomi được yêu cầu quay về Áo Môn lo liệu một sứ mệnh gì đó cho chúa Thượng, tuy nhiên ông bị bệnh và qua đời tại Áo Môn cùng năm đó.